# Возрождение (остров)
Остров Возрождение (на казахски: Возрождение аралы; на узбекски: Tiklanish orollari; на руски: Остров Возрождения) е бивш остров (до 2001 година и през 2009 – 2010 г.), а понастоящем полуостров в Аралско море. Става полуостров в резултат от непрестанното смаляване на Аралско море.
Териториално се поделя между Казахстан и Узбекистан. Северната му част е в състава на Аралски район, Къзълординска област (Казахстан), а южната част – в Муйнакски район, Автономна република Каракалпакстан (Узбекистан).
Разположен в централната част на Аралско море, остров Возрождения е част от групата на Царските острови (Николай I, Константин и Наследник). Открит е през 1848 г. от експедицията на лейтенант Алексей Бутаков, който му дава името Николай I. Руският пътешественик установява, че територията на острова предлага идеални условия за лов и риболов. На площ от 230 кв. км пасели огромни стада от сайги (степни антилопи), а заливите изобилствали от риба и водоплаващи птици.
Като такъв своеобразен рай островът се запазва до края на 1948 г., когато територията и заливите му стават недостъпни за ловците и рибарите, защото чак до 1992 г. островът остава сред главните лаборатории и тестова площадка на СССР за водене на микробиологична война. Още през 1948 г. СССР започва изграждането на корпусите секретна лаборатория за разработка на биооръжие.
Към края на 1949 г. на Возрождение е завършено изграждането на полоса за излитане и кацане, способна да приема военно-транспортни самолети.
Главен град на острова е бил Кантубек – типично военно поселище от едно- и двуетажни сгради и бараки, което днес е в развалини, но според съветските разбирания тогава е притежавало достатъчно развита инфраструктура, необходима за автономното му съществуване. Населението му варира между 1500 и 2000 души. Освен с жилищни постройки, градът разполага с офицерски и войнишки клубове, стадион, киносалон, столови. Не липсват дори детска градина и начално училище. В центъра на селището се издига зданието на щаба. В покрайнините се намират парковете със специална военна и автомобилна техника.
На няколко километра от Кантубек е построен лабораторният корпус. Централната лаборатория се помещава във внушителна триетажна сграда. До нея е хладилното отделение. В него се съхраняват доставяните на острова образци за изпитания от всички военно-биологични центрове на СССР – Киров, Свердловск-19, Загорск-6, Омутнинск, Сергиев посад, Оболенск, Степногорск и др. На полигона са попадали дори американски боеприпаси с биологично оръжие. Диапазонът на изследваните от лабораторията патогени също е сравнително широк: антракс (сибирска язва), туларемия, бруцелоза, чума, коремен и петнист тиф. В по-малка степен са разработвани вируси (едра шарка, венецуелски конски енцефаломелит) и токсини (ботулизъм).
В южната част на Возрождения се намира най-големия полигон за полеви изпитания на бактериологично оръжие в СССР. Първите жертви на експериментите стават обитаващите острова сайга. После мястото им се заема от класическите лабораторен плъх и морско свинче, плюс различни видове копитни животни. Всяка година на Возрождения за експерименти се използват между 200 и 300 примата, доставяни от Африка по линия на Министерството на външната търговия. Специално за нуждите на полигона е създаден и конезавод. До 1953 г. на територията на острова е съществувала женска наказателна колония за особено опасни престъпнички.
Останките от умъртвените животни се подлагат на химическа и термична обработка. Едва тогава се заравят в отдалечени краища на острова. За всяко подобно хранилище се оформя индивидуален паспорт, съдържащ координатите му, плюс още 12 показателя, осигуряващи максимално пълна характеристика.
През 1988 г. на Возрождение са складирани за съхранение множество контейнери ТР-250 от неръждаема стомана. Всеки от тях е с вместимост 250 литра и съдържа щамове на антракс, доставени от научния център Свредловск-19. Факти не потвърдени от никого, но и официално неопровергани.
През 1992 г. с указ на президента Елцин полигонът на Возрождение е закрит. Военният контингент на острова е предислоциран, а биологическите лаборатории са демонтирани. По-голямата част от останалото оборудване военните оставят там. До края на годината секретният остров окончателно се обезлюдява. От 1993 г. насам остров Возрождение, който след разпадането на СССР териториално вече се отнася към Узбекистан и Казахстан, фактически е предаден в ръцете на търсачите на скрап.
При създаването на полигона през 1948 г. площта на остров Возрождения е била около 240 кв. км. През 1990-те години, вследствие на бързото пресъхване на Аралско море 3-те Царски острова се сливат в общ остров. Понастоящем площта на Возрождение е нараснала до 5000 кв. км. Съществува пряка заплаха необратимата екологична катастрофа, предизвикана от пресъхването на Аралско море, да придобие неподозирано развихряне, защото от 2001 г. Возрождение вече е полуостров. Така достъпът на диви животни до бившия изпитателен полигон е безпрепятствен, а с това възможностите за разнасянето на евентуална зараза се увеличават.
През 2001 г. Пентагонът и Узбекистан подписват договор за ликвидиране на последиците от биологическите експерименти на Возрождения. За целта узбекското министерство на отбраната получава $6 млн. При пълна секретност още на следващата година Браян Хейс, биоинженер, работещ за Министерството на отбраната на САЩ, оглавява американска експедиция до острова. Официалната цел на екипа от 113 военни специалисти е да се неутрализира заплахата от разпространение на оцелели антраксни спори. Според Министерство на отбраната на съседен Казахстан неофициалната и същинска цел на американската експедиция е събиране на разузнавателна информация за съветската програма за биологическо оръжие. По останките от оборудването в изоставения изследователски комплекс до голяма степен могат да се определят основните направления, по които са работели съветските специалисти, а така също и да се добие представа за нивото на достиженията им.